# Topdoks
Topdoks is een Nederlands televisieprogramma dat door de Evangelische Omroep (EO) wordt uitgezonden op NPO 3 in kinderblok NPO Zapp. De presentatie is in handen van Rachel Rosier en Elbert Smelt.

## Het programma
In dit medische jeugdprogramma gaan presentatoren Rachel en Elbert op onderzoek uit om na te gaan hoe het menselijk lichaam werkt. Daarnaast worden er geneeskundige behandelingen uitgelicht en worden er patiënten gevolgd die een medische behandeling moeten ondergaan op de spoedeisende hulp.
Daarnaast kent het programma verschillende terugkerende items. Zo is er de Lijfshow, over mensen die iets bijzonders met hun lichaam kunnen, en het Topdokslab, waar beide presentatoren experimenten doen om te demonstreren hoe het menselijk lichaam werkt.
Topdoks is de Nederlandse tegenhanger van het Britse Operation Ouch!, dat aldaar op het kinderblok CBBC wordt uitgezonden.